# Право на возвращение
Право на возвращение — законодательный принцип международного права, встречающийся в Всеобщей декларации прав человека и Международном пакте о гражданских и политических правах, предоставляющий право вернуться в родную страну. Право на возвращение может быть оговорено в конституции государства, в иммиграционном законодательстве или оформлено как отдельный закон о репатриации из диаспоры.

## История
Вероятно, первое в истории признание Права на возвращение было отражено в законе о гугенотах, принятом 15 декабря 1790 года во Франции после Французской революции 1789 года. Одновременно с предоставлением гугенотам всех гражданских прав закон объявил французскими подданными всех людей, родившихся за рубежом и ведущих своё происхождение от французов, изгнанных или бежавших из-за религиозного преследования. Возвратившимся, принявшим присягу, полагались все гражданские права. При этом основная масса гугенотов была изгнана более, чем за век до этого, и многие из них успели смешаться с местным населением Британии, Германии и Южной Африки. Закон продолжал действовать вплоть до 19 октября 1945 года, когда его действие отменили в связи с нежеланием допустить иммиграции ассимилированных в Германии потомков гугенотов, среди которых могли быть сторонники нацизма.

## Международное право
Статья 13 Всеобщей декларации прав человека утверждает, что «каждый человек имеет право покидать любую страну, включая свою собственную, и возвращаться в свою страну.» О значении этой статьи нет единого мнения, поскольку предыдущий абзац употребляет термин «государство» («Каждый человек имеет право свободно передвигаться и выбирать себе местожительство в пределах каждого государства»), позволяя интерпретировать термин «страна» иначе. Наибольшие разногласия, однако, связаны со словами «свою собственную». В связи с тем, что многие страны являются национальными государствами, реализующими национальное Право на самоопределение, в их законодательстве нередко присутствует связь между государством и людьми соответствующей национальности или народа. Интерпретация права на возвращение во многих из этих стран распространяется и на представителей титульной нации из-за рубежа, которые в своём национальном государстве не родились и ранее не проживали. Их предпочтение другим людям, желающим иммигрировать в соответствующую страну, может служить основанием для международных конфликтов.

## Право на возвращение в государственных законодательствах

### Армения
Статья 14 Конституции Республики Армения 1995 года, в соответствии с Декларацией о независимости, принятой Верховным советом Армянской ССР в 1990 году, предоставляет право на гражданство лицам армянской национальности, проживающим за рубежом. То же право оговорено в статье 11.3 варианта Конституции, принятого на референдуме 2005 года.

### Беларусь
Закон о гражданстве Республики Беларусь (2002) упрощает процедуру получения вида на жительство для этнических белорусов и их потомков, родившихся за рубежом.

### Болгария
Статья 25(2) Конституции Болгарии упрощает процедуру приобретения гражданства для этнических болгар. Глава вторая Болгарского закона о Гражданстве гласит, что гражданство распространяется на всех потомков граждан Болгарии, а 15 пункт предоставляет право на получение гражданства этническим болгарам, не являющимся гражданами.

### Великобритания
Закон о подданстве 1948 года предоставил равные права на жительство и получение гражданства примерно 800 миллионам подданных Британской империи, проживающим по всему миру. Поправка 1968 года ввела требование существенной связи с Великобританией, а именно рождения, рождения одного из родителей или одного из бабушек и дедушек в Соединённом Королевстве, либо приобретения ими гражданства. Закон об иммиграции 1971 года распространил право на иммиграцию на внуков граждан и подданных Великобритании, родившихся на территории Британского Содружества.

### Венгрия
В 2010 в Венгрии был принят закон, предоставляющий гражданство и право на возвращение этническим венграм и их потомкам, живущим, в первую очередь, в сопредельных странах. Под действие этого закона попали миллионы этнических венгров и их потомков, включая полтора миллиона в Румынии и полмиллиона в Словакии. Кроме того, он распространяется и на евреев и других бывших граждан Венгрии и их потомков.

### Германия
Немецкий закон позволяет лицам немецкого происхождения переселяться в Германию из Восточной Европы и бывшего СССР (так называемые «аусзидлеры») и получать гражданство Германии. Статья 116 Основного закона ФРГ распространяет право на гражданство на всех лиц немецкого происхождения, проживавших в границах Германии на 31 декабря 1937 года в качестве беженца или вынужденного переселенца, и на лиц немецкого происхождения, проживающих на территории бывшего СССР и Восточной Европы, а также на их супругов и потомков. Основанием для принятия закона была депортация примерно восемнадцати миллионов этнических немцев из бывшей Восточной Пруссии и стран Центральной и Восточной Европы после Второй мировой войны.

### Греция
Этнические греки, происходящие от населения Византийской империи, традиционно проживают во многих странах мира. Греческий закон предоставляет право на иммиграцию и приобретение гражданства многим категориям этнических греков, проживающим вне пределов Греции на протяжении многих веков и даже тысячелетий, включая также людей, чьи предки, вероятно, вообще никогда не жили на территории современной Греции. Одним из путей приобретения греческого гражданства греками диаспоры является служба в греческих вооружённых силах, согласно статье 4 Закона о гражданстве (2130/1993). Этот закон не распространяется на депортированных из Греции в Турцию и Албанию мусульман, несмотря на то, что их предки проживали в Греции на протяжении многих веков.

### Израиль
Закон о возвращении был принят кнессетом в 1950 году. По этому закону, репатриироваться в Израиль, а также получить гражданство, имеют право все лица еврейского происхождения. Правительство обязано способствовать их репатриации. Поправка 1970 года распространила действие этого закона на детей и внуков лиц еврейского происхождения (т. н. негалахических евреев), а также на супругов их детей и внуков — неевреев. После поправки под этот закон попало множество людей, по мнению многих израильтян, имеющих к Израилю и еврейству как культуре весьма отдалённое отношение. Одновременно этот закон не распространяется на евреев, сознательно принявших любую религию, кроме иудаизма. Почти три миллиона человек иммигрировали в Израиль после 1950 года.
Основной Закон: О чести и свободе человека был принят кнессетом в 1992 году. По этому закону любой человек имеет право покинуть страну, и любой гражданин Израиля имеет право вернуться в Израиль.

### Индия
Индийский закон распространяет право на возвращение на всех лиц индийского происхождения и их потомков до четвёртого поколения, кроме лиц, когда-либо бывших гражданами Пакистана или Бангладеш. Лица индийского происхождения, попадающие под действие этого закона могут стать гражданами после пяти лет проживания в Индии. Кроме того, поправка к Закону о гражданстве 2003 года признаёт и категорию лиц индийского происхождения, проживающих за рубежом, которые также могут претендовать на определённую форму индийского гражданства. Им требуется прожить в Индии лишь один год для того, чтобы получить полное гражданство.

### Ирландия
Ирландский закон о гражданстве распространяет право на его получение на лиц, один из дедушек или бабушек которого родились на её территории. Более того, попадающие под действие этого закона люди имеют право передать ирландское гражданство и своим потомкам, если до их рождения родители зарегистрируются в качестве ирландских граждан в специально созданном ведомстве. Гражданство также даётся автоматически детям лиц, родившихся на территории Ирландии. Раздел 15 Ирландского закона о подданстве и гражданстве (1986) наделяет министра юстиции правом предоставлять гражданство лицам ирландского происхождения, независимо от того, сколько поколений назад их предки покинули Ирландию. Применяется этот закон, как правило, к людям, уже проживающим в Ирландии и обладающим видом на жительство.

### Испания
Гражданство могут получить родившиеся в Испании, а также их дети. Дети и внуки таких лиц (то есть, правнуки родившихся в Испании) могут получить гражданство после года проживания в Испании, и им не требуется рабочая виза для получения вида на жительство. После двух лет проживания в Испании гражданство могут получить выходцы из стран, исторически связанных с Испанией: из Латинской Америки, Португалии, Андорры, Филиппин, Экваториальной Гвинеи, и им не требуется отказываться от гражданства страны рождения. Прочие иммигранты должны прожить в Испании 10 лет и отказаться от другого гражданства. Кроме того, после одного года проживания в Испании за предоставлением гражданства могут обратиться евреи-сефарды, предки которых были изгнаны из Испании в 1492 году. Этот закон был принят для привлечения евреев на свою сторону во время марокканских кампаний середины XIX века. Благодаря этому праву часть евреев Балкан и Венгрии были спасены от гибели в Холокосте. Аналогичного закона о морисках — потомках изгнанных из Испании мавров не существует.

### Кипр
24 апреля 2004 на Кипре был проведён референдум об объединении острова. Около 75 % греков-киприотов высказались против плана Аннана, который, в свою очередь, поддержали 65 % турок-киприотов. Одним из основных камней преткновения стало право на проживание на острове переселенцам из Турции, что ставило под вопрос возможность возвращения греческих беженцев.

### Китайская Народная Республика
Закон об иммиграции Китайской Народной Республики отдаёт предпочтение этническим китайцам, проживающим за рубежом. Практически все иммигранты в Китае — этнические китайцы. Семьи многих из них проживали вне пределов Китая на протяжении многих поколений. На репатриантов распространяется ряд налоговых привилегий, а также делается исключение из политики одного ребёнка, если дети родились за рубежом. Права и интересы китайцев, вернувшихся из-за рубежа, также оговорены в статьях 50 и 89(12) Конституции КНР.

### Либерия
Конституция, прекратившая действовать после гражданской войны 1989—2003 годов, распространяла право на гражданство на всех лиц негритянского происхождения.

### Литва
Статья 32(4) Конституции Литвы предоставляет право жить в Литве всем литовцам.

### Норвегия
Норвегия предоставляет вид на жительство норвежцам, чьи предки жили на Кольском полуострове, при условии, что как минимум двое из их дедушек и бабушек родились в Норвегии. Всего около тысячи норвежцев проживало там в 1917 году, и около 200 их потомков воспользовались правом на возвращение.

### Польша
Статья 52(5) Конституции Польши предоставляет право жить в Польше всем лицам польского происхождения.

### Россия
Правительство России направило в другие страны специальных посланников, пропагандирующих репатриацию в Россию. С 2006 года в России действует государственная программа по оказанию содействия добровольному переселению в Российскую Федерацию соотечественников, проживающих за рубежом. 14 сентября 2012 года президент России Владимир Путин подписал указ, утвердивший новую редакцию госпрограммы переселения соотечественников, которая с 2013 года стала бессрочной. Вместе с тем, законодательство Российской Федерации не оперирует такими понятиями, как «русский народ», «русская нация». Вводится довольно громоздкое определение «соотечественник», в котором этнические русские никак отдельно не выделены и не обладают никакими преференциями.

### Румыния
Румыния предлагает своё гражданство всем, кто когда либо являлся гражданином Румынии, и их потомкам, вне зависимости от этнической принадлежности.

### Сербия
Статья 23 Сербского закона о гражданстве (2004) наделяет правом на гражданство как эмигрировавших из Сербии лиц и их потомков, так и этнических сербов.

### Тайвань
Тайваньское иммиграционное законодательство отдаёт приоритет возвращающимся на Тайвань потомкам тайваньцев, а также этническим китайцам, не являющимся гражданами КНР. Существуют также особые правила для иммиграции из Китая.

### Финляндия
В Финляндии действует закон, позволяющий этническим финнам получить вид на жительство. Как правило, на основании этого закона в Финляндию переселяются финны-ингерманландцы из бывшего СССР, но им также пользуются американцы, канадцы и граждане Швеции финского происхождения. От этнических финнов не требуется наличия рабочей или студенческой визы для получения вида на жительство. По этому закону, как минимум один из родителей, дедушек или бабушек подавшего прошение о предоставлении вида на жительство должен был быть финским гражданином. Закон также распространяется на людей, чьё финское или ингерманландское происхождение, либо происхождение их родителей, либо как минимум двух из их бабушек и дедушек было указано в советских документах.

### Хорватия
Статья 11 хорватского Закона о гражданстве предоставляет привилегии этническим хорватам по сравнению с другими иммигрантами.

### Чехия
В 1995 году в чешский Закон о гражданстве была внесена поправка, наделяющая МВД правом не применять требование о пятилетнем сроке проживания для прибывших до конца 1994 года. Целью поправки было упрощение получения гражданства переселенцами из России, Украины и Казахстана чешского происхождения. Министерство труда и социального обеспечения также утвердило принципы содействия переселению этнических чехов в Чешскую республику.

### Япония
В Японии существует особая категория виз для лиц японского происхождения, прибывающих из-за рубежа («никкэй»), предоставляющая долгосрочный вид на жительство. Её могут получить дети, внуки и правнуки японцев.